# Joaquín Olmedilla y Puig
Joaquín Olmedilla y Puig (1842-1914) fue un médico, farmacéutico, escritor y publicista español, miembro de número de la Real Academia Nacional de Medicina.

## Biografía
Nacido en 1842 en Madrid, fue doctor en Farmacia y Medicina, catedrático supernumerario de la Facultad de Farmacia de la Universidad Central de Madrid, consejero de Sanidad, individuo de número de la Real Academia Nacional de Medicina y correspondiente de la Real Academia de la Historia.
Conferenciante y publicista, colaboró en numerosas publicaciones periódicas de carácter científico y literario, como Semanario Farmacéutico (1875), Los Niños (1870-), El Bazar (1874-1875), La Ilustración Española y Americana, El Mundo de los Niños, La Niñez (1879-1883), La España Moderna, La Correspondencia de España o Revista Contemporánea (1898), entre otras. Llegó a usar como pseudónimo el anagrama «Amadeo Quillangil». Fue senador por la Real Academia de Medicina en 1910 y 1911.
Fue autor de obras como Glorias de la ciencia, apuntes biográficos (1876), Andrés Laguna (1887),  Estudio histórico de la vida y escritos del sabio médico español del siglo XVI, Nicolás Monardes (1897) —sobre Nicolás Monardes—, Bocetos de algunas celebridades de diversas épocas (1904), Cervantes en ciencias médicas (1905), Pedro Ponce de León (1912) o Andrés Vesalio (1913), entre otras. Falleció en 1914.